# Daniela Wagner
Daniela Wagner (nascida no dia 4 de abril de 1957) é uma política alemã da Aliança 90/Os Verdes que serviu como membro do Bundestag pelo estado de Hesse de 2009 a 2013 e novamente a partir de 2017.

## Carreira política
De 1987 a 1994, Wagner actuou como membro do Landtag de Hesse.
Wagner foi membro do Bundestag de 2009 a 2013. Em 2017 ela conseguiu voltar ao parlamento alemão. No parlamento, ela actua na Comissão de Construção, Habitação, Desenvolvimento Urbano e Municípios e na Comissão de Transporte e Infraestrutura Digital. Pelo seu grupo parlamentar, ela é a porta-voz do desenvolvimento urbano.
Além das suas atribuições no comité, Wagner é membro suplente da delegação alemã à Assembleia Parlamentar do Conselho da Europa (PACE) desde 2018. Nessa qualidade, ela actua no Comité de Igualdade e Não Discriminação.